# توانو مکی
توانو مکی (انگلیسی: Tauno Mäki; ۶ دسامبر ۱۹۱۲ – ۷ اکتبر ۱۹۸۳) ورزشکار اهل فنلاند بود.
وی در مسابقات کشوری و بین‌المللی در مجموع برندهٔ ۱ مدال برنز شده‌است.